# Jozef Fillo
Jozef Fillo (Trencsénteplic, 1945. április 7. –) csehszlovák válogatott szlovák labdarúgó, hátvéd.

## Pályafutása

### Klubcsapatban
1963 és 1972 között a Slovan Bratislava labdarúgója volt. A Slovannal egy-egy csehszlovák bajnoki címet és kupagyőzelmet ért el. Tagja volt az 1968–69-es idényben KEK-győztes együttesnek.

### A válogatottban
1964-ben egy alkalommal szerepelt a csehszlovák válogatottban.

## Sikerei, díjai
Slovan Bratislava
- Csehszlovák bajnokság
  - bajnok: 1969–70
  - 2. (4): 1963–64, 1966–67, 1967–68, 1971–72
- Csehszlovák kupa
  - győztes: 1968
- Kupagyőztesek Európa-kupája (KEK)
  - győztes: 1968–69

## Statisztika

### Mérkőzése a csehszlovák válogatottban
| Csehszlovákia | Csehszlovákia   | Csehszlovákia          | Csehszlovákia | Csehszlovákia | Csehszlovákia | Csehszlovákia | Csehszlovákia | Csehszlovákia |
| #             | Dátum           | Helyszín               | Hazai         | Eredmény      | Vendég        | Kiírás        | Gólok         | Esemény       |
| ------------- | --------------- | ---------------------- | ------------- | ------------- | ------------- | ------------- | ------------- | ------------- |
| 1.            | 1964. május 17. | Prága, Strahov-stadion | Csehszlovákia | 2 – 3         | Jugoszlávia   | barátságos    | -             |               |
|               | Összesen        |                        |               | 1             | mérkőzés      |               | 0             | gól           |